# Giunta Grande
Si conosce con il nome di Giunta Grande (in spagnolo Junta Grande) l'organo collegiale di governo che si installò nelle Province Unite del Río de la Plata il 18 dicembre 1810, a seguito dell'entrata dei deputati eletti nelle principali città dell'interno nella Prima Giunta, governo che si era formato a seguito della Rivoluzione di Maggio del 1810.
La Giunta Grande governò Buenos Aires e i territori che ne avevano riconosciuta la nuova autorità fino a quando fu sostituita il 22 settembre 1811, a seguito di un colpo di mano istituzionale, dal Primo Triumvirato.

## Origine
Il 27 maggio 1810, solo due giorni dopo la sua formazione, la Prima Giunta aveva inviato una circolare alle città dell'interno per sollecitare l'elezione di propri rappresentanti a Buenos Aires, con lo scopo di unirsi al nuovo governo. I nuovi deputati arrivarono nella capitale quando la giunta era divisa in due fazioni: ai moderati, capeggiati da Cornelio Saavedra, si opponevano gli elementi più radicali, la cui figura di riferimento era quella del segretario alla guerra, Mariano Moreno. I moderati videro l'immediata integrazione dei rappresentanti dell'interno come un mezzo per rinviare la convocazione di un congresso, e di conseguenza la questione della proclamazione di indipendenza, mentre i radicali diffidavano del fatto che le altre città avessero recepito le istanze che avevano portato alla rivoluzione; Saavedra comprese immediatamente la situazione e si adoperò affinché il governo fosse subito allargato ai nuovi membri.
Il 18 dicembre 1810 si tenne una riunione tra i sette membri della Prima Giunta e i nove deputati dell'interno, nella quale fu votata l'immediata aggregazione dei nuovi rappresentanti all'interno del governo. Gli unici contrari risultarono Paso e Moreno, che presentò le sue immediate dimissioni. La giunta decise di mandarlo in missione diplomatica a Londra, ma Moreno morì durante la traversata.

## Composizione
Al momento della creazione, i membri della Giunta Grande erano 18:
- Cornelio Saavedra (presidente)
- Mariano Moreno (segretario; fu rimpiazzato dopo il suo allontanamento da Hipólito Vieytes)
- Juan José Paso (segretario)
- Miguel de Azcuénaga
- Domingo Matheu
- Juan Larrea
- Manuel Belgrano (assente)[9]
- Juan José Castelli (assente)[10]
- Manuel Alberti (morto il 31 gennaio successivo)
- José Simón García de Cossio (Corrientes), eletto il 3 luglio 1810
- Juan Francisco Tarragona (Santa Fe), eletto il 9 luglio 1810
- Manuel Felipe Molina (Tucumán), eletto il 16 agosto 1810
- Gregorio Funes (Córdoba), eletto il 18 agosto 1810
- José Julián Pérez (Tarija), eletto il 20 agosto 1810
- Francisco de Gurruchaga (Salta), eletto il 31 agosto 1810
- Juan Ignacio Gorriti (Jujuy), eletto il 4 settembre 1810
- José Antonio Olmos de Aguilera (Catamarca), eletto il 4 settembre 1810
- Manuel Ignacio Molina (Mendoza), eletto il 9 ottobre 1810'

Furono sostituiti prima di entrare in carica:
- Bernardo Ortiz (Mendoza), eletto il 25 giugno 1810[11]
- Juan José Lami (Santiago del Estero), eletto il 9 luglio 1810[12]
- Ignacio de Acuña (Catamarca), eletto il 4 agosto 1810[13]

Non poterono esercitare il loro mandato:
- José Bonifacio Redruello (Concepción del Uruguay), eletto il 30 luglio 1810. Declinò la sua nomina a causa delle sue opinioni realiste.

Nell'Alto Perù, i deputati eletti non poterono esercitare il loro mandato a causa dell'opposizione di Castelli:
- José Francisco Javier de Orihuela, eletto da Cochabamba il 16 ottobre 1810[14] e da Chuquisaca il 13 novembre 1810[15]
- José Manuel Seoane (Santa Cruz de la Sierra), eletto il 24 settembre 1810[16]
- Salvador Matos (Potosí), eletto il 10 novembre 1810[17]
- Ramón Mariaca (La Paz), eletto il 12 dicembre 1810[18]

Assunsero l'incarico solo in seguito:
- Marcelino Poblet (San Luis), eletto il 30 giugno 1810
- José Ignacio Fernández Maradona (San Juan), eletto il 9 luglio 1810
- Hipólito Vieytes (Buenos Aires, segretario, sostituto di Moreno)
- Francisco Ortiz de Ocampo (La Rioja)[19]
- Pedro Francisco de Uriarte (Santiago del Estero), chiamato a sostituire Lamí.
- Nicolás Rodríguez Peña (Buenos Aires, in sostituzione di Alberti), nominato dalla giunta nel 1811.

Il cabildo di Montevideo, il 2 giugno, e quello di Asunción, il 18 agosto 1810, si rifiutarono di eleggere propri rappresentanti.

## Azione di governo
Su iniziativa di Gregorio Funes, la nuova giunta emanò un regolamento che riorganizzava il territorio del Vicereame, creando "Giunte Provinciali" e "Giunte Subalterne". Le prime, stabilite nelle capitali dei vecchi governatorati, avrebbero dovuto essere presiedute da un governatore nominato da Buenos Aires, affiancato da 4 consiglieri eletti nella sola città; le seconde, subordinate alle prime, si sarebbero dovute installare nelle città aventi il diritto di nomina di rappresentanti a Buenos Aires, ed erano costituite da un presidente imposto dalla giunta centrale di governo e da due consiglieri eletti. La misura provocò notevoli reazioni nelle città subordinate ad altre capitali, impossibilitate ad eleggere rappresentanti nelle giunte provinciali; la protesta fu particolarmente elevata a Mendoza e a Jujuy.
Sul piano interno, la giunta promosse la libertà di stampa, fatta salva la censura preventiva in materia di religione; prese inoltre numerose decisioni di carattere economico, rispondendo ai reclami delle province interne. Nominò i capi militari e diresse le spedizioni militari mandate ad affrontare gli spagnoli in diverse parti del territorio.

## Rivoluzione del 5 e 6 aprile 1811
Le divisioni all'interno della giunta non cessarono con la morte di Moreno: i sostenitori della sua politica continuarono ad opporsi a Saavedra e Funes, che a causa del loro rinvio della convocazione di un congresso erano visti come degli usurpatori della rivoluzione, impegnati a mantenere l'ordine costituito fino all'accordo con una grande potenza. In questo contesto la misura, presa dal governo, di allontanare tutti gli spagnoli non sposati fu paradossalmente avversata dai "morenisti", nell'intento di capitalizzare il malumore che si andava diffondendo in città, e dovette essere sospesa.
Il 21 marzo, al Café de Marcos, i giovani più radicali fondarono la Sociedad Patriótica ("Società Patriottica"), dove cominciarono a discutere, in maniera pubblica, i principi costituzionali che avrebbero dovuto portare a compimento la Rivoluzione di Maggio. Tra di essi si trovavano quattro membri della giunta: Rodríguez Peña, Azcuénaga, Vieytes e Larrea.
Di fronte al montare dell'opposizione, il 5 aprile una grande moltitudine di persone cominciò a confluire a Buenos Aires dalle località ad essa vicine, guidati dai loro alcaldi, funzionari amministrativi scelti da Saavedra, e lasciati sfilare dai comandi militari; il giorno seguente, la giunta accolse le petizioni portate dalla folla, rivolte quasi esclusivamente contro l'opposizione radicale. Il governo destituì i suoi quattro membri più radicali, e pose sotto inchiesta Manuel Belgrano, accusato del fallimento della spedizione in Paraguay; inoltre revocò il titolo di "brigadiere generale" a tutti quelli che l'avevano ricevuto, ad eccezione di Saavedra, Balcarce e Ribero.
I nuovi membri della giunta furono:
- Feliciano Antonio Chiclana (eletto al posto di Rodríguez Peña), non assunse la carica, impegnato in un'importante commissione a Salta.[29]
- Atanasio Gutiérrez (eletto al posto di Azcuénaga)
- Juan Alagón (eletto al posto di Larrea)
- Joaquín Campana (eletto al posto di Vieytes), segretario.

## Crisi dell'esecutivo e trasformazione
All'arrivo a Buenos Aires della notizia del disastro di Huaqui, la giunta vide minacciata la stessa rivoluzione e decise nell'agosto 1811 di inviare in missione lo stesso Saavedra, insieme con Manuel Felipe Molina, con l'obbiettivo di riorganizzare l'esercito. Rimasta priva del suo elemento di spicco, la giunta fu costretta a subire gli attacchi del cabildo cittadino, diventato il fulcro dell'opposizione al governo.
I moti di protesta seguiti al conflitto tra i due organismi per l'elezione dei rappresentanti di Buenos Aires al congresso portò alle dimissioni del "saavedrista" Campana e all'arresto delľalcalde Tomás Grigera. Nonostante l'opposizione della giunta, il 19 settembre un'assemblea cittadina (cabildo abierto) nominò due propri rappresentanti, oltre che una nuova Giunta consultiva, destinata a discutere con l'esecutivo centrale le misure da prendere per superare la grave situazione politica e militare.
Rimasta isolata, la Giunta Grande votò il 23 settembre la creazione di un Triumvirato Esecutivo, allo scopo di concentrare il potere in un organismo più ristretto, e quindi più capace di affrontare le difficoltà. I membri dell'esecutivo disciolto passarono a formare la Junta Conservadora de la Soberanía de Fernando VII ("Giunta di Conservazione della Sovranità di Ferdinando VII"), con l'obbiettivo teorico di renderla organo legislativo. Un mese più tardi, il Primo Triumvirato dissolse tale organismo, rinviando tutti i membri nelle loro rispettive città.